# Rhizopus stolonifer
Rhizopus stolonifer är en svampart som först beskrevs av Christian Gottfried Ehrenberg, och fick sitt nu gällande namn av Paul Vuillemin 1902. Rhizopus stolonifer ingår i släktet Rhizopus och familjen Mucoraceae.   Inga underarter finns listade i Catalogue of Life.